# Mistrzostwa Słowenii w Skokach Narciarskich 2014
Mistrzostwa Słowenii w Skokach Narciarskich 2014 – zawody w skokach narciarskich, przeprowadzone 29 marca 2014 na dużej skoczni Bloudkova Velikanka w Planicy w celu wyłonienia indywidualnego i drużynowego mistrza Słowenii.

## Konkurs indywidualny mężczyzn
Na starcie stanęło 72 skoczków. Pierwsza dziesiątka konkursu:
| Miejsce | Zawodnik       | Skok 1 | Skok 2 | Nota  |
| ------- | -------------- | ------ | ------ | ----- |
| 1.      | Peter Prevc    | 138    | 139    | 282,6 |
| 2.      | Anze Lanisek   | 136    | 133    | 266,7 |
| 3.      | Nejc Dezman    | 133,5  | 131,5  | 259,5 |
| 4.      | Cene Prevc     | 133,5  | 132    | 258,4 |
| 5.      | Jurij Tepes    | 130,5  | 130    | 250,4 |
| 6.      | Jernej Damjan  | 130,5  | 129,5  | 249,0 |
| 7.      | Anže Semenič   | 130    | 125,5  | 236,9 |
| 8.      | Gasper Bartol  | 128    | 125    | 230,9 |
| 9.      | Miran Zupancic | 127    | 124,5  | 229,7 |
| 10.     | Tomaz Naglic   | 125,5  | 125,5  | 228,8 |

## Konkurs indywidualny kobiet
W rywalizacji kobiet wystąpiło tylko 5 zawodniczek.
| Miejsce | Zawodnik      | Skok 1 | Skok 2 | Nota  |
| ------- | ------------- | ------ | ------ | ----- |
| 1.      | Katja Požun   | 120,5  | 121    | 210,2 |
| 2.      | Maja Vtič     | 119,5  | 120,5  | 203,0 |
| 3.      | Špela Rogelj  | 114,5  | 118    | 189,5 |
| 4.      | Urša Bogataj  | 113,5  | 119    | 189,5 |
| 5.      | Anja Javoršek | 98,5   | 98,5   | 110,6 |

## Konkurs drużynowy mężczyzn
Na starcie stanęło 12 ekip. Oto medaliści:
| Miejsce | Drużyna                                                                                        | Nota  |
| ------- | ---------------------------------------------------------------------------------------------- | ----- |
| 1.      | SK Triglav I 1. Dejan Judez 2. Cene Prevc 3. Nejc Dežman 4. Peter Prevc                        | 990,6 |
| 2.      | SSK Sam Ihan I 1. Jernej Damjan 2. Tilen Bartol 3. Miha Kveder 4. Gasper Bartol                | 853,4 |
| 3.      | SSK Costella Ilirija I 1. Žiga Mandl 2. Matija Štemberger 3. Andraž Pograjc 4. Matic Kramaršič | 812,4 |